# ميشيل لبلون
ميشيل لبلون (بالفرنسية: Michel Leblond)‏ (مواليد 10 مايو 1932) هو لاعب كرة قدم. يلعب مع منتخب فرنسا لكرة القدم. سبق له أن لعب في كأس العالم لكرة القدم مع منتخب بلاده.

## روابط خارجية
- ميشيل لبلون على موقع قاعدة بيانات كرة القدم.إي يو (الإنجليزية)
- ميشيل لبلون على موقع ناشيونال فوتبول تيمز (الإنجليزية)
- ميشيل لبلون على موقع Soccerway.com (الإنجليزية)
- ميشيل لبلون على موقع عالم كرة القدم.نت (الإنجليزية)
- ميشيل لبلون على موقع أوليمبيديا (الإنجليزية)